# Dimizonops insularis
Dimizonops insularis là một loài nhện trong họ Thomisidae.
Loài này thuộc chi Dimizonops. Dimizonops insularis được Mary Agard Pocock miêu tả năm 1903.